# تا نفس هست …
تا نفس هست … سومین آلبوم استودیویی شهرام شکوهی می‌باشد. این آلبوم در تاریخ ۱۸ مرداد ۱۳۹۴
پخش شد.
سبک این آلبوم تلفیقی از موسیقی فلامنکو و پاپ و سنتی تلفیقی است.

## عوامل آلبوم
- ترانه سرایان (علی بحرینی، مهلا سلیمانی، سید محمد کاظمی، امین بامشاد، شهرام شکوهی)
- آهنگسازان (مجید اسداصلاحی، میلاد ترابی، عادل فلاح، شهرام شکوهی)
- تنظیم کنندگان (مجید اسداصلاحی، میلاد ترابی، امیرحسین کاشانیان)
- میکس و مسترینگ (مجید اسداصلاحی، میلاد ترابی، ایمان حجت)

### نوازندگان
- گیتار فلامنکو (امیرحسین کاشانیان)
- کمانچه (آرسام بابایی)
- کمالین (آرسام بابایی)
- ویولن سل (کریم قربانی)
- پرکاشن (مهدی پاشا)
- سنتور (مهرداد نصیرشعیبی)
- ویولن (پیام طونی)
- سازهای الکترونیک (عادل فلاح، میلاد ترابی، مجید اسداصلاحی)

## فهرست آهنگ‌ها
| R  | نام آهنگ       | ترانه          | آهنگ           | تنظیم             | میکس و مستر    |
| -- | -------------- | -------------- | -------------- | ----------------- | -------------- |
| ۱  | دلتنگم         | مهلا سلیمانی   | مجید اسداصلاحی | مجید اسداصلاحی    | مجید اسداصلاحی |
| ۲  | رسوا           | شهرام شکوهی    | شهرام شکوهی    | امیرحسین کاشانیان | ایمان حجت      |
| ۳  | تا نفس هست …   | امین بامشاد    | شهرام شکوهی    | مجید اسداصلاحی    | مجید اسداصلاحی |
| ۴  | ای دل نرو      | علی بحرینی     | شهرام شکوهی    | امیرحسین کاشانیان | ایمان حجت      |
| ۵  | این رسم کجاست  | علی بحرینی     | میلاد ترابی    | میلاد ترابی       | میلاد ترابی    |
| ۶  | امان از تو     | شهرام شکوهی    | شهرام شکوهی    | امیرحسین کاشانیان | ایمان حجت      |
| ۷  | یادت رفته      | مهلا سلیمانی   | عادل فلاح      | امیرحسین کاشانیان | ایمان حجت      |
| ۸  | تسلیم          | علی بحرینی     | میلاد ترابی    | میلاد ترابی       | میلاد ترابی    |
| ۹  | برکه و ماه     | سید محمد کاظمی | شهرام شکوهی    | امیرحسین کاشانیان | ایمان حجت      |
| ۱۰ | عاشق بمون      | علی بحرینی     | مجید اسداصلاحی | مجید اسداصلاحی    | مجید اسداصلاحی |
| ۱۱ | سرا پا عاشق    | شهرام شکوهی    | شهرام شکوهی    | امیرحسین کاشانیان | ایمان حجت      |
| ۱۲ | تا نفس هست (۲) | امین بامشاد    | شهرام شکوهی    | مجید اسداصلاحی    | مجید اسداصلاحی |